# Phước Đại
Phước Thắng  là một xã thuộc huyện Bác Ái, tỉnh Ninh Thuận, Việt Nam.

## Địa lý
Xã Phước Đại nằm ở trung tâm huyện Bác Ái và là nơi đặt trung tâm hành chính huyện, có vị trí địa lý:
- Phía đông giáp xã Phước Thành
- Phía tây giáp các xã Phước Thắng và Phước Tiến
- Phía nam giáp xã Phước Chính
- Phía bắc giáp tỉnh Khánh Hòa.

Xã có diện tích 113,31 km², dân số năm 2019 là 4.574 người, mật độ dân số đạt 40 người/km².
Trên địa bàn xã có quốc lộ 27B đi qua.

## Hành chính
Xã Phước Đại được chia thành 5 thôn: Châu Đắc, Ma Hoa, Tà Lú 1, Tà Lú 2, Tà Lú 3.

## Lịch sử
Trước đây, Phước Đại là một xã thuộc huyện Ninh Sơn.
Ngày 29 tháng 8 năm 1994, Chính phủ ban hành Nghị định số 104/CP. Theo đó, chia xã Phước Đại thành hai xã Phước Đại và Phước Chính.
Ngày 6 tháng 11 năm 2000, huyện Ninh Sơn được chia thành hai huyện Ninh Sơn và Bác Ái, xã Phước Đại chuyển sang trực thuộc huyện Bác Ái.
Ngày 21 tháng 9 năm 2007, Chính phủ ban hành Nghị định 147/2007/NĐ-CP. Theo đó:
- Điều chỉnh 5.580,27 ha diện tích tự nhiên của xã Phước Thắng vừa giải thể về xã Phước Đại quản lý
- Điều chỉnh 13,1 ha diện tích tự nhiên của xã Phước Đại về xã Phước Thành quản lý.

Sau khi điều chỉnh địa giới hành chính, xã Phước Đại có 11.341,26 ha diện tích tự nhiên và 2.925 người.